# Huelga de cocaleros en Aguaytía de agosto de 2010
El paro de cocaleros en Aguaytía de agosto de 2010 fue el acontecimiento principal sobre la protesta de la erradicación de coca en esta ciudad. Manifestaron 2500 cocaleros que buscaron acordar un plan de comunicación al Estado Peruano, donde tuvo la participación mayor de 100 policías para prevenir el conflicto. La protesta duró por todo el mes de agosto del 2010.
Esta huelga que tenía una duración indefinida, provino de varios inconvenientes para la población la cual inició con el proyecto Corah en expandirse diversas localidades cercanas de los departamentos de Ucayali y Huánuco. Sin embargo, en el noveno día los cocaleros declararon un alto al fuego para comunicar y acordar este tema con el consejero principal Javier Velásquez Quesquén, ya que anteriormente anunció que el diálogo no existiese si continuase con esta protesta.
Las actividades principales de la protesta fueron el bloqueo de 100 kilómetros de la carretera Federico Basadre que obstruye desde el llamado Puente Chino hasta el poblado de San Alejandro en el distrito de Neshuya. Así mismo, tuvo una pérdida material de más 15 millones de dólares, cómo la muerte de 2 civiles por asfixia a los gases de la policía. De ello, se demuestran que portaban armas peligrosas como las granadas modo molotov que reducía la esperanza de vida de la población.

## Historia

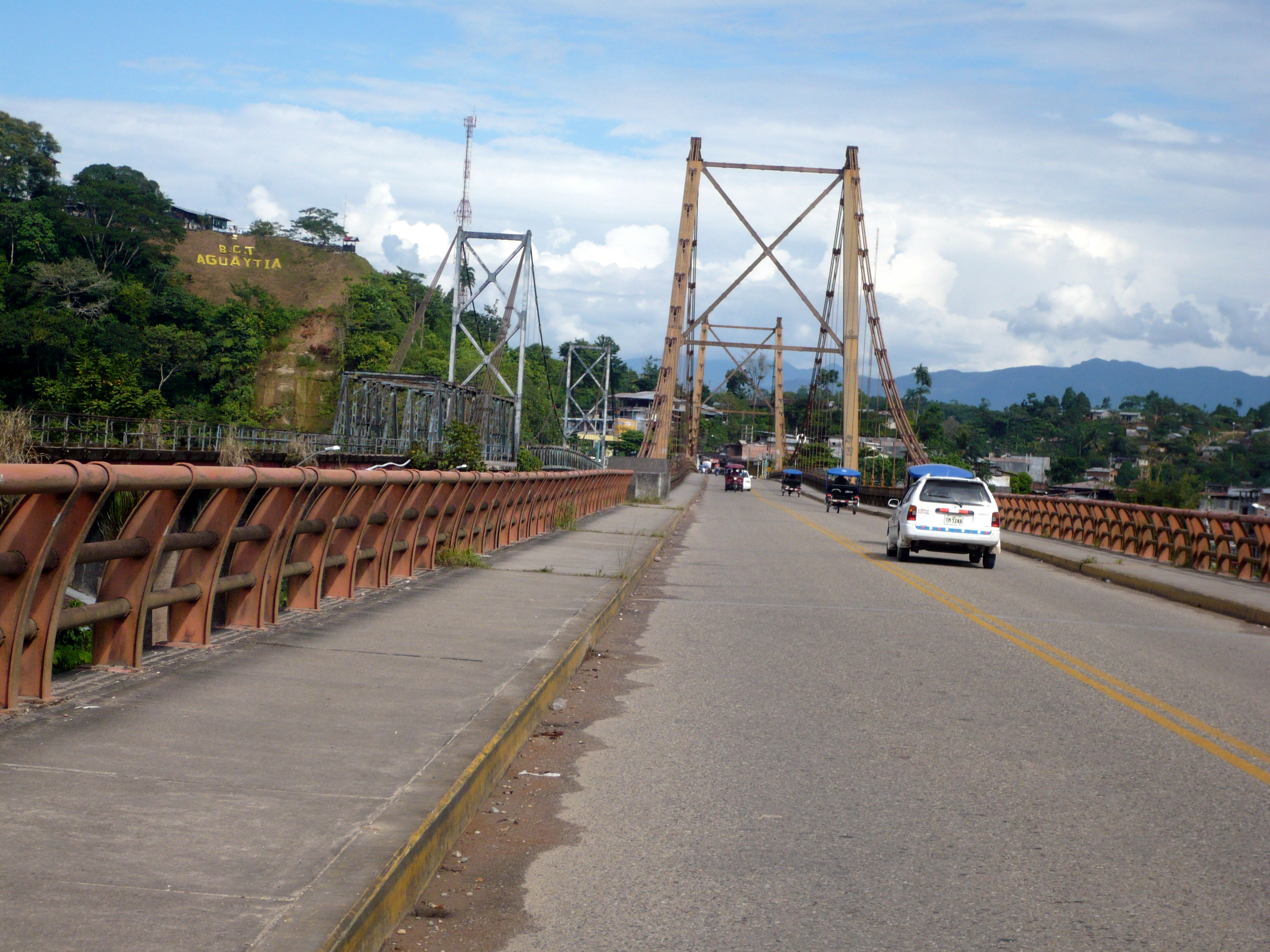
La carretera Federico Basadre fue la expansión inicial del conflicto. Esto inicia desde Aguaytía hacia diversas localidades.

### Acontecimientos
Aguaytía es uno de los lugares de producción cocalera significativos en el país.
En el año 2010, el proyecto Corah (iniciado en 1982 por el gobierno peruano) erradicó 8461 hectáreas de coca destruyó los laboratorios de producción de cocaína, las cuales son distribuidos y comercializados por las mafias del narcotráfico. Según la idea del sociólogo Jaime Antezana los manifestantes eran productores de droga, debido a su producción de droga la cual no hubo pretexto en manifestar. La investigadora del Instituto de Estudios Internacionales de la Pontificia Universidad Católica del Perú, María Méndez habló en un programa desde Tingo María, que el narcotráfico tenía que ver con el trabajo cocalero:

“En el Perú lo que tenemos que hacer para llegar a ser un país desarrollado es que nuestra economía sea legal que tenga sólidos fundamentos en el Estado del derecho y en una economía no delictiva como es la del narcotráfico”
Entrevista en InfoRegión.

### Primera protesta y la paralización de la carretera
Tiempo después del plan se realizó una protesta con el apoyo de la municipalidad de Padre Abad el 2 de agosto da las 11:00 de la mañana. Esta protesta fue un motivo de venganza de este acontecimiento, junto a la muerte de 3 integrantes. El trabajo acabó por bloquear el tramo de la carretera y causar dos muertos. La protesta que iniciaba sin control finalizó 6 días después, donde no se pudo manifestar concretamente.

### Segunda protesta y la expansión a Ucayali
El segundo hecho fue más conocido por la paralización total de la carretera por todo el paro. Esta huelga que restauró 2 semanas al anterior, tuvo una expansión por toda la región de Ucayali, incluyendo la ciudad de Tingo María. El primer ministro criticó por se la más peligrosa en la economía.
De todo esto es considera la mayor pérdida financiera que viene también por parte de los saqueos y agarres. Los ejemplos más comunes que viene ocasionando diariamente fueron: 380 mil nuevos soles en transporte (según la Asociación de Transportistas de Buses y Carga), 160 mil nuevos soles en papaya y 250 mil dólares en combustible. Así mismo, el testigo Mario Huamán avisó que incremento la venta de productos comestibles, donde principalmente mencionó que el plato de arroz con huevo cuesta ocho nuevos soles. Esto causó conflictos con los mototaxistas.

### Fin de la huelga y decadencia
La huelga ha sido finalizada a la medianoche del 27 de agosto donde se empezó el desbloqueo parcial, sin considerar correctamente la libertad de tránsito por los pobladores. Tiempo después se empezó a debilitar la protesta y el pueblo ya no decidió de nuevo por haber un nuevo conflicto. Sin embargo, el esfuerzo de ellos fue en vano debido a que seguirán con las operaciones en Aguaytía, destruyendo en 40 días 48 laboratorios de drogas en lugares cercanos a la localidad.

### La resurrección y la paralización de la central eléctrica
Aunque la protesta estaba inactiva, a mediados de septiembre cientos de cocaleros decidieron por fuerza mayor tomar una central eléctrica a gas natural, perteneciente a la compañía de la estadounidense Duke Energy.
Esto ocasionó daños eléctricos perdiendo la energía en varias localidades aledañas. La justificación para esta advertencias era de empadronar a los agricultores. Aunque tuvo aspecto negativo, en una entrevista a RPP, un trabajador de la empresa manifestó que era de forma pacífica sin causar daños ni pérdidas económicas.
Frente a este conflicto hubo 120 cocaleros detenidos, entre ellos menores de edad y mujeres, trasladados a la dependencia policial de la zona. Esto intentaba para poder dialogar al gobierno.
Así también, los trabajadores sanos y salvos huyeron del lugar bajo el apoyo de los familiares. Por ello, la energía fue recuperada a la atardecer con la intervención policial. Debido a la poca ayuda del pueblo, el intento está con mayor control policial para terminar con la posible resurrección.
Tiempo después, el 6 de octubre, capturaron al dirigente principal Jaime García Fernández, virtual teniente-alcalde para la Municipalidad de Padre Abad, junto a 28 acompañados. El líder tuvo la idea principal de radicalizar la huelga e incentivar la violencia, cuya finalidad fue la elección a través de la publicidad política a los cocaleros por el movimiento político Ucayali, región con futuro.

### Libertad restrictiva de los detenidos
El 30 de diciembre de 2010, fueron liberados 27 cocaleros del penal de Pucallpa. En el lugar se tomó la orden de la excarcelamiento restrictivo a dichos huelguistas.

## Reacciones
- El actual suplente del presidente regional de Ucayali Lutgardo Gutiérrez intentará comunicar al primer ministro peruano junto con los miles de protestantes para tratar de acordar sobre este tema.[30] En una entrevista en RPP, pidió que los cocaleros no se asusten y serán respaldados para asegurar sus ideas contra los narcotraficantes.[31]
- Aunque la producción de coca está por debatir, se pidió de una comunidad nativa, que se continué la erradicación. Esto es debe a que los cocaleros invaden los terrenos de la comunidad Mariscal Cáceres inconscientemente. Los nativos aclararon que se dedican a los cultivos comunes y no la coca.[32]
- Continuando con la protesta, en la VRAE decidieron a honor de ellos realizar un paro de 48 horas el domingo 12 de septiembre en todo el valle ubicado junto al río Apurímac. Este lugar contiene la mayor dedicación de droga del país.[33][34]